# Суперкубок УЄФА 2017
Суперкубок УЄФА 2017 — 42-й розіграш Суперкубка УЄФА, у якому зіграли переможець Ліги чемпіонів 2016–2017 та переможець Ліги Європи 2016–2017. Гра відбулася 8 серпня 2017 року на стадіоні «Філіпп II Македонський», у Скоп'є, Північна Македонія, між мадридським Реалом та Манчестер Юнайтед. Реал Мадрид одержав перемогу з рахунком 2:1, та вчетверте став володарем Суперкубку УЄФА.
Гра стала першим фіналом УЄФА в Республіці Македонія.

## Команди
| Команда           | Кваліфікація                        | Попередні участі             |
| ----------------- | ----------------------------------- | ---------------------------- |
| Реал Мадрид       | переможець Ліги чемпіонів 2016—2017 | 1998, 2000, 2002, 2014, 2016 |
| Манчестер Юнайтед | переможець Ліги Європи 2016—2017    | 1991, 1999, 2008             |

Жирним виділено переможні матчі.

## Місце проведення

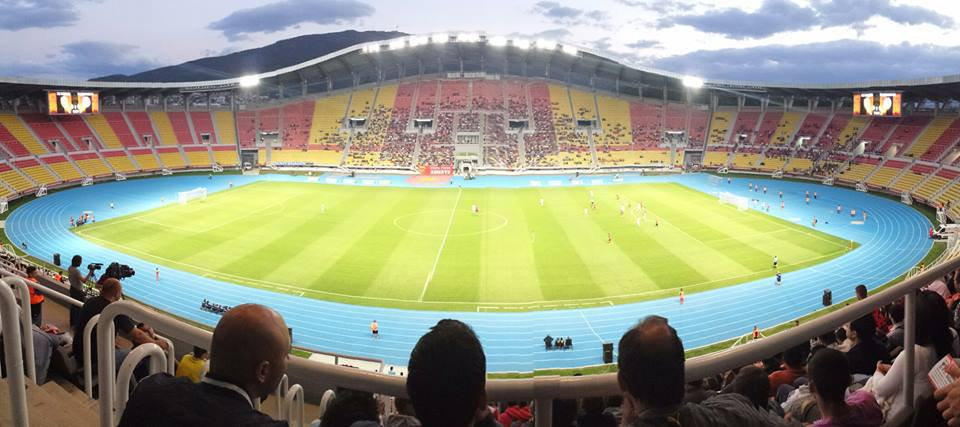
Національна арена «Філіпп II Македонський».

Місцем проведення турніру є Національна арена «Філіпп II Македонський». Це багатофункціональна спортивна арена в Скоп'є місткістю 33 460 сидячих місць, яка є головним стадіоном Македонії. Іноді використовується для музичних концертів та інших заходів. Стадіон є домашньою ареною «Вардару» та «Работнічків», а також тут проводить більшу частину матчів національна збірна Македонії.

## Матч

### Арбітр
20 липня 2017 головним суддею матчу, УЄФА оголосила італійця Джанлука Роккі.

### Деталі
| 8 серпня 2017 20:45 CEST |

| Реал Мадрид           | 2:1              | Манчестер Юнайтед |
| --------------------- | ---------------- | ----------------- |
| Каземіро 24' Іско 52' | Протокол (англ.) | Ромелу Лукаку 62' |

| Національна арена «Філіпп II Македонський», Скоп'є Глядачів: 30 421 Арбітр: Джанлука Роккі (Італія) |

| Реал Мадрид | Манчестер Юнайтед |

| ВР            | 1  | Кейлор Навас      |     |     |
| ЗХ            | 2  | Даніель Карвахаль | 84' |     |
| ЗХ            | 5  | Рафаель Варан     |     |     |
| ЗХ            | 4  | Серхіо Рамос (к)  | 86' |     |
| ЗХ            | 12 | Марсело           |     |     |
| ПЗ            | 10 | Лука Модрич       |     |     |
| ПЗ            | 14 | Каземіро          |     |     |
| ПЗ            | 8  | Тоні Кроос        |     |     |
| НП            | 11 | Гарет Бейл        |     | 74' |
| НП            | 9  | Карім Бензема     |     | 83' |
| НП            | 22 | Іско              |     | 74' |
| Запасні:      |    |                   |     |     |
| ВР            | 13 | Кіко Касілья      |     |     |
| ЗХ            | 6  | Начо              |     |     |
| ЗХ            | 15 | Тео Ернандес      |     |     |
| ПЗ            | 20 | Марко Асенсіо     |     | 74' |
| ПЗ            | 23 | Матео Ковачич     |     |     |
| НП            | 7  | Кріштіану Роналду |     | 83' |
| НП            | 17 | Лукас Васкес      |     | 74' |
| Тренер:       |    |                   |     |     |
| Зінедін Зідан |    |                   |     |     |

| ВР            | 1  | Давід де Хеа        |       |     |
| ЗХ            | 25 | Антоніо Валенсія () |       |     |
| ЗХ            | 2  | Віктор Лінделеф     |       |     |
| ЗХ            | 12 | Кріс Смоллінг       |       |     |
| ЗХ            | 36 | Маттео Дарміан      |       |     |
| ПЗ            | 21 | Андер Еррера        |       | 56' |
| ПЗ            | 31 | Неманья Матич       |       |     |
| ПЗ            | 6  | Поль Погба          |       |     |
| НП            | 22 | Генріх Мхітарян     |       |     |
| НП            | 9  | Ромелу Лукаку       |       |     |
| НП            | 14 | Джессі Лінгард      | 42'   | 46' |
| Запасні:      |    |                     |       |     |
| ВР            | 20 | Серхіо Ромеро       |       |     |
| ЗХ            | 17 | Дейлі Блінд         |       |     |
| ПЗ            | 8  | Хуан Мата           |       |     |
| ПЗ            | 16 | Майкл Каррік        |       |     |
| ПЗ            | 27 | Маруан Феллаїні     |       | 56' |
| НП            | 11 | Антоні Марсьяль     |       |     |
| НП            | 19 | Маркус Рашфорд      | 90+4' | 46' |
| Тренер:       |    |                     |       |     |
| Жозе Моурінью |    |                     |       |     |

| Помічники арбітра: Еленіто Ді Лібераторе (Італія) Мауро Тоноліні (Італія) Четвертий арбітр: Клеман Тюрпен (Франція) Додаткові арбітри: Давіде Масса (Італія) Массіміліано Ірраті (Італія) Резервний арбітр: Ріккардо Ді Фйоре (Італія) | Регламент - 90 хвилин. - 30 хвилин додаткового часу за необхідності. - Серія пенальті за необхідності. - По сім запасних гравців. - Максимум три заміни гравців від кожної команди посеред матчу. |

### Статистика
| Статистика            | Реал Мадрид | Манчестер Юнайтед |
| --------------------- | ----------- | ----------------- |
| Голи                  | 1           | 0                 |
| Удари по воротах      | 7           | 4                 |
| Удари в площину воріт | 2           | 1                 |
| Сейви                 | 1           | 1                 |
| Володіння м'ячем      | 60%         | 40%               |
| Кутові                | 3           | 0                 |
| Порушення             | 3           | 9                 |
| Офсайди               | 1           | 1                 |
| Жовті картки          | 0           | 1                 |
| Червоні картки        | 0           | 0                 |

| Статистика            | Реал Мадрид | Манчестер Юнайтед |
| --------------------- | ----------- | ----------------- |
| Голи                  | 1           | 1                 |
| Удари по воротах      | 9           | 9                 |
| Удари в площину воріт | 4           | 5                 |
| Сейви                 | 4           | 3                 |
| Володіння м'ячем      | 59%         | 41%               |
| Кутові                | 5           | 2                 |
| Порушення             | 7           | 8                 |
| Офсайди               | 0           | 1                 |
| Жовті картки          | 2           | 1                 |
| Червоні картки        | 0           | 0                 |

| Статистика            | Реал Мадрид | Манчестер Юнайтед |
| --------------------- | ----------- | ----------------- |
| Голи                  | 2           | 1                 |
| Удари по воротах      | 16          | 13                |
| Удари в площину воріт | 6           | 6                 |
| Сейви                 | 5           | 4                 |
| Володіння м'ячем      | 59%         | 41%               |
| Кутові                | 8           | 2                 |
| Порушення             | 10          | 17                |
| Офсайди               | 1           | 2                 |
| Жовті картки          | 2           | 2                 |
| Червоні картки        | 0           | 0                 |